# هیدئو تاناکا
هیدئو تاناکا (ژاپنی: 田中 英雄؛ زادهٔ ۱ مارس ۱۹۸۳) یک بازیکن فوتبال اهل ژاپن است.
از باشگاه‌هایی که در آن بازی کرده‌است می‌توان به باشگاه فوتبال ویسل کوبه و باشگاه فوتبال کیوتو سانگا اشاره کرد.